# Religie a homoseksualizm
Religie a homoseksualizm – religie odnoszą się w różny sposób do kwestii homoseksualności u ludzi. To odniesienie się poszczególnych wyznań do tej orientacji seksualnej ma wpływ na sytuację osób homoseksualnych w społeczeństwach wyznających poszczególne religie.

## Buddyzm
Budda nie zostawił ścisłych wytycznych w sprawie orientacji seksualnej i istnieje duże zróżnicowanie w kwestii podejścia do homoseksualizmu wśród różnych szkół.
Bhante Dhammika, mnich szkoły Theravada, analizując najstarsze pisma buddyjskie wykazuje, że Budda nie określił homoseksualizmu jako niewłaściwego i nie robi tego bez przyczyny. Zgodnie z jego analizą, Budda doskonale zdaje sobie sprawę z istnienia homoseksualizmu, ale nie potępia go, bo nie widzi w nim nic złego. Zabronione jest wyłącznie wyświęcenie na mnicha osoby określonej jako pandaka. Jest to osoba określona jako homoseksualna, ale rozwiązła i namawiająca innych do rozwiązłości. Bhante Dhammika stwierdza, że Budda nie zabrania jednak przyjmowania do Sanghi homoseksualistów w ogóle, a wyłącznie tych, którzy mogą swoją rozwiązłością deprawować innych mnichów, bowiem zarówno homo- i heteroseksualiści są w stanie utrzymać nakazany celibat.
W oświadczeniu z 2005 XIV Dalajlama, duchowy przywódca szkoły Gelug, odwołując się do starych tekstów buddyjskich zaliczył homoseksualizm do „niewłaściwych zachowań seksualnych” wymieniając także wśród nich stosunki oralne, analne, onanizm oraz czyny, które powodują krzywdę partnera, przy czym nie robi różnicy czy zachowania te zachodzą w związkach hetero- czy homoseksualnych. Dodał również, że treść owych tradycyjnych tekstów powinna zostać na nowo zinterpretowana i na nowo dostosowana do kultury nowoczesnego społeczeństwa, oraz że zachowania homoseksualne, o ile nie wiążą się z gwałtem czy wykorzystywaniem, nie są w żaden sposób szkodliwe. Lama Ole Nydahl ze szkoły Kagyu zajmuje wobec homoseksualizmu neutralne stanowisko.

## Hinduizm
Hinduizm potępia zachowania homoseksualne wymieniając je obok kazirodztwa, cudzołóstwa, prostytucji, gwałtu i zoofilii. Według tego wierzenia za tego typu czyny w następnym życiu grozi wcielenie się w zwierzę. Mimo to są pewne bóstwa hinduskie, które patronują zachowaniom homoseksualnym.

## Religie abrahamowe
Większość wyznań trzech religii abrahamicznych (judaizm, chrześcijaństwo i islam) nie traktuje orientacji homoseksualnej na równi z orientacją heteroseksualną, jednocześnie twierdząc, że kontakty seksualne par homoseksualnych stanowią grzech i są niedopuszczalne moralnie. Wraz z rozwojem społeczeństw te opinie i twierdzenia ulegały różnym przemianom w wielu z tych wyznań: od całkowitej negacji po akceptację.

### Chrześcijaństwo
Wczesnochrześcijańska teologia podkreślała znaczenie grzechu nieczystości i gloryfikowała dziewictwo. Ponadto jak dowodził Augustyn z Hippony spośród wszystkich grzechów najgorszy jest grzech przeciw „naturze”, bo „pożycie samo jest tu pogwałcone, a przecież winno ono być z Bogiem; bo perwersyjną lubieżnością plami się naturę, której On sam jest Twórcą”. Za grzech taki uchodziły praktyki seksualne nie pozwalające na poczęcie: masturbacja, seks homoseksualny, seks heteroseksualny tylko dla przyjemności i inne zachowania seksualne, które określano łącznie jako „sodomię”, za którą chrześcijański cesarz Teodozjusz I Wielki, za namową ówczesnego biskupa Mediolanu świętego Ambrożego, w 390 roku wprowadził karę śmierci poprzez spalenie na stosie.

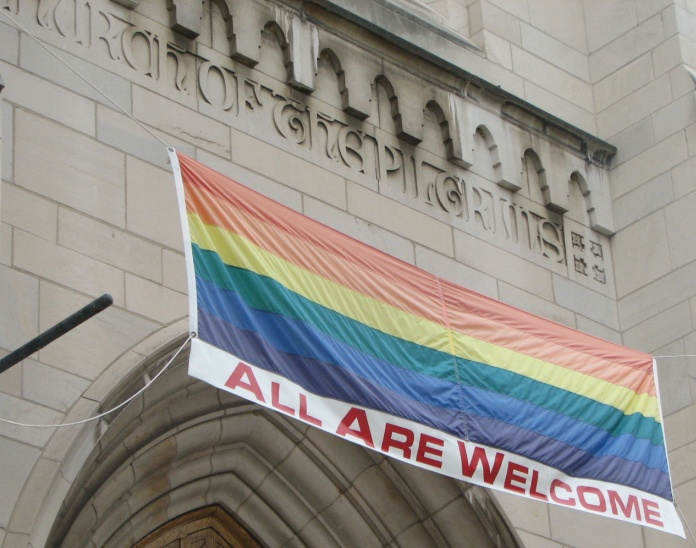
Transparent Wszyscy mile widziani z tęczową flagą nad wejściem do kalwinistycznego Kościoła Pielgrzymów

Współczesne wyznania chrześcijańskie mają różny stosunek do orientacji homo- i biseksualnej, jak i samych kontaktów homoseksualnych. Poglądy te jednocześnie stanowią oś sporu między liberalną i konserwatywną teologią. Liberalni teologowie postrzegają orientację homoseksualną jako stałą, niewybraną, normalną i neutralną moralnie dyspozycję mniejszości ludzkości. Interpretują oni potępiające kontakty homoseksualne fragmenty Biblii jako uwarunkowane kulturowo (podobnie jak fragmenty dopuszczające wielożeństwo i niewolnictwo). Teologowie konserwatywni postrzegają homoseksualizm jako zło, często zakładają, że orientacja homoseksualna jest wynikiem wyboru, podlega zmianie, jest zachowaniem nienaturalnym i niemoralnym, niezależnie od rodzaju relacji, w jakiej jest wyrażana.
Do najbardziej akceptujących homoseksualizm Kościołów chrześcijańskich należy zaliczyć luteran skandynawskich, niektóre kościoły anglikańskie, prezbiteriańskie, kongregacjonalistyczne, metodystyczne, i inne, które udzielają błogosławieństwa parom homoseksualnym lub uznają je za małżeństwa. W Niemczech pojawiają się ośrodki duszpasterskie – np. przy jednym z ewangelickich kościołów w Kolonii. W USA największym kościołem zaliczanym do tej grupy jest kongregacjonalistyczny Zjednoczony Kościół Chrystusa. Niektóre kościoły chrześcijańskie są podzielone w tej kwestii, a niektóre znajdują się na krawędzi schizmy (np. wspólnota anglikańska po wyświęceniu homoseksualisty Gene’a Robertsona przez Kościół episkopalny w USA).
Większość kościołów ewangelikalnych i fundamentalistycznych nie akceptuje homoseksualizmu (największą z nich w USA jest Południowa Konwencja Baptystów). Jednoznaczne, sprzeciwiające się stanowisko w tej sprawie zajmują zielonoświątkowe Zbory Boże, Armia Zbawienia, Kościół Jezusa Chrystusa Świętych w Dniach Ostatnich oraz adwentyści dnia siódmego (wyjątek: Międzynarodowe Braterstwo Adwentystów Dnia Siódmego).

#### Biblia a homoseksualizm
Z badania przeprowadzonego na tekście, wczesna Biblia nie zawierała fragmentów potępiających homoseksualizm, które zostały dodane później.
Obecna wersja Biblii w kilku fragmentach mówi o męskiej aktywności homoseksualnej:
- Biblijna historia o Sodomie i Gomorze (Księga Rodzaju, rozdz. 19, 1-29) przedstawia zniszczenie dwóch miast, których mieszkańcy dopuszczali się niesprawiedliwości. Próbowali oni zmusić sprawiedliwego Lota do wydania im dwóch gości, których zamierzali zgwałcić. Gośćmi tymi było dwóch aniołów. Lot nie chciał się zgodzić na ich wydanie tłumowi, zebranemu pod domem i w zamian oferował do zgwałcenia swoje dwie córki, dziewice. Wybredny tłum jednak nie chciał skorzystać z tej propozycji, bo twierdził, że dziewice już mu spowszedniały i preferował anioły. Lot zaryglował się w domu, a anioły poraziły napastników ślepotą, po czym chyłkiem wyprowadziły Lota, wraz z rodziną, za miasto. Po czym nastąpiło zniszczenie Sodomy, w którym to zdarzeniu ocalała tylko rodzina sprawiedliwego Lota, z wyjątkiem jego żony, która się obejrzała za siebie. Opowiadanie jest związane z potępieniem aktywności homoseksualnej, chociaż większość odwołań, zarówno w Starym, jak i w Nowym Testamencie (z wyjątkiem Listu Judy) wskazuje również inne grzechy mieszkańców Sodomy, np. Księga Ezechiela (16, 48–50) na pychę, wyniosłość, zachłanność oraz brak gościnności. Badacze Rictor Norton[12], Jon D. Levenson[13] oraz Jay Michaelson wskazują na to, że głównym grzechem mieszkańców sodomy nie był homoseksualizm, ale skrajny brak gościnności, którego przejawem jest chęć dokonania gwałtu, przy czym Michaelson parafrazuje niezrozumienie grzechu sodomy jako morderstwo dokonane toporem jako historia topora[14].
- Księga Kapłańska (18, 22 i 20, 13). W dwóch wersach tekst wspomina o aktywności homoseksualnej między mężczyznami. Nie będziesz obcował z mężczyzną, tak jak się obcuje z kobietą. To jest obrzydliwość oraz Ktokolwiek obcuje cieleśnie z mężczyzną, tak jak się obcuje z kobietą, popełnia obrzydliwość. Obaj będą ukarani śmiercią, sami tę śmierć na siebie ściągnęli. Według tradycyjnej interpretacji fragmenty te potępiają akty homoseksualne, dodatkowo wyliczając je w otoczeniu zoofilii i kazirodztwa. Choć należy podkreślić, że w tym samym rozdziale mówi się, że śmiercią będzie karany każdy, kto złorzeczy ojcu lub matce, kto popełnia cudzołóstwo, kto obcuje cieleśnie z żoną swojego ojca lub z żoną syna. Według sądu w Saskatchewan w Kanadzie oraz serwisu religioustolerance.org fragmenty te, jeśli są umieszczone w określonym kontekście, mogą być przykładem mowy nienawiści[15][16]. Historycznie fragmenty te były cytowane przez chrześcijan uzasadniając prześladowania osób homoseksualnych na przestrzeni setek lat[17]. Kilku teologów podważa tradycyjną interpretację i pozostaje to kwestią dyskusji, czy zawarty zakaz ma charakter rytualny (i wtedy dotyczyłby tylko Żydów), czy moralny. Podnoszona jest też inna wątpliwość, jakie konkretnie zachowania seksualne są zabronione w księdze: czy seks analny, czy też inne zachowania seksualne między mężczyznami. Nie jest również pewne jak należy rozumieć słowo „obrzydliwość”. W hebrajskim oryginale użyto słowa toevah, co oznacza: nieczystość, obrzydliwość, tabu; a nie zimah: niesprawiedliwość, zły czyn, grzech. Podobnie w greckim przekładzie z lat 300–150 p.n.e., użyto terminu bdelygma (nieczystość), zamiast anomia (niesprawiedliwość, zły czyn, grzech). Z punktu widzenia historycznego zaliczenie aktów homoseksualnych w księdze do czynów „obrzydliwych” przez niektórych jest uzasadniane stosunkiem starożytnych Żydów do Egipcjan i Kanaanejczyków. W czasach, gdy Żydzi pod przewodnictwem Mojżesza opuścili Egipt i po długiej wędrówce osiedli na ziemi Kanaan, wyrazem kultu religijnego Egipcjan i Kanaanejczyków było oddawanie czci bożkom oraz nierząd sakralny – prostytucja uprawiana przez przedstawicieli obu płci na terenie świątyń. Aby zachować we wrogim otoczeniu własną tożsamość etniczną, kapłani żydowscy wprowadzili zakaz brania udziału we wszelkich rytualnych obrządkach kananejskich, zwłaszcza czczenia bożków i sakralnego nierządu (w tym homoseksualnego)[18][19]
- List do Rzymian (1,26–27) w którym żądza mężczyzn i kobiet wobec osób tej samej płci jest przedstawiona jako wynik bezbożności, kłamstwa i pychy oraz zboczenie. Fragment określa te zachowania jako „przeciwne naturze”. „...porzuciwszy normalne współżycie z kobietą, zapałali nawzajem żądzą ku sobie, mężczyźni z mężczyznami uprawiając bezwstyd i na samych sobie ponosząc zapłatę należną za zboczenie”. Tymczasem teologowie uznający bezgrzeszność aktów homoseksualnych (np.: niektórzy anglikańscy) zauważają, iż apostoł Paweł w toku wywodu retorycznego, specyficznego dla jego stylu, przytacza nie własny pogląd, ale obiegową opinię, popularną pomiędzy Żydami żyjącymi wśród pogan[20].
- Pierwszy List do Koryntian (6, 9–10) w katalogu osób potępionych, które nie odziedziczą Królestwa Bożego wymienia kategorię osób różnie tłumaczonych (np. Biblia Tysiąclecia określa ich jako „mężczyźni współżyjący ze sobą”). Niektórzy badacze zwracają uwagę, iż w oryginale zamiast znanego ówcześnie słowa paiderasste zostało użyte słowo arsenokoitai, niespotykane nigdzie wcześniej, utworzone przez apostoła Pawła z połączenia słów arseno (mężczyzna) i koitai (łóżko). Tym samym nie jest jasne co miał na myśli św. Paweł tworząc to słowo. Spekuluje się, iż określenie to może nie odnosić się ogólnie do uprawiających seks homoseksualny[21], ale do męskiej prostytucji. Spotykane są też inne interpretacje tego słowa[22][23].
- Pierwszy List do Tymoteusza (1, 8–10) wymienia „mężczyzn współżyjących z sobą” wśród innych występków potępionych w Ewangelii.

Prócz powyższych fragmentów mogących świadczyć o potępieniu aktywności homoseksualnej, niektóre fragmenty Biblii są uważane przez liberalnych egzegetów za dowody romantycznych związków między osobami tej samej płci:

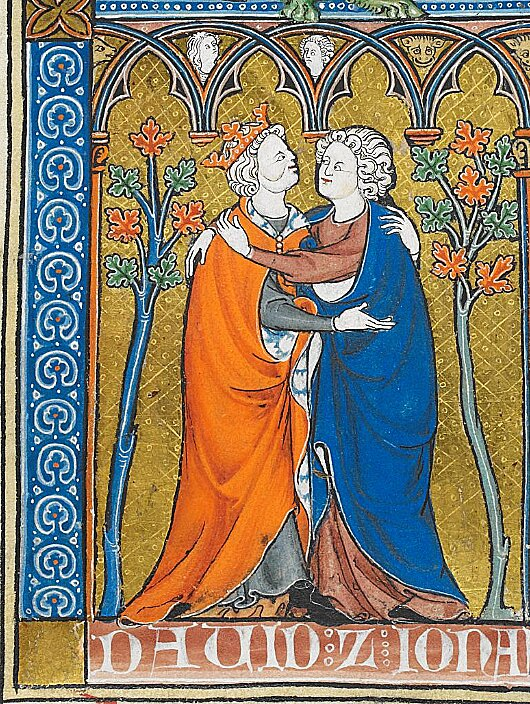
Dawid i Jonatan, „La Somme le Roy”, 1290 rok, ilustracja z rękopisu, British Museum

- relacja związku Dawida i Jonatana (2 Księga Samuela) według niektórych jest przykładem miłości między dwoma mężczyznami. W Biblii Tysiąclecia można znaleźć: „Dusza Jonatana przylgnęła całkowicie do duszy Dawida. Pokochał go Jonatan tak jak samego siebie”. Dawid po śmierci umiłowanego Jonatana wznosił żałobne pieśni według Biblii Gdańskiej: „Żal mi ciebie, mój bracie, Jonatanie. Tak bardzo byłeś mi drogi! Więcej ceniłem twą miłość niżeli miłość kobiet”, a według innego tłumaczenia z Biblii Tysiąclecia: „Żal mi ciebie, bracie mój, Jonatanie, byłeś mi bardzo miły. Miłość twoja była mi rozkoszniejsza niż miłość kobiety”. Nie mniej interpretacje miłosnej relacji Dawida i Jonatana odrzuca większość biblioznawców, interpretując ją jako bardzo bliską przyjaźń, ale bez seksualnych podtekstów.
- historia Rut i Noemi (Księga Rut 1,16–17). Literatura biblistyczna w większości stoi na stanowisku, że Rut i jej teściową Noemi łączyła jedynie przyjaźń[27]. Niemniej według dr. Toma Hornera, duchownego Kościoła Episkopalnego w Stanach Zjednoczonych, Rut i Noemi mógł łączyć związek seksualny. Swoją argumentację oparł na spostrzeżeniu, że w oryginale hebrajskim Księgi Rut (Rt 1,14) użyto słowa „dabaq”. Słowo to zostało również użyte w Księdze Rodzaju, gdzie tłumaczono je jako „łączyć się ze swoją żoną” (Rdz 2,24) oraz jako „całym sercem pokochał Dinę, córkę Jakuba” (Rdz 34,3)[28]. W (Rt 1, 16–17) Rut wyznaje Noemi: Gdzie ty pójdziesz, tam ja pójdę, gdzie ty zamieszkasz, tam ja zamieszkam, twój naród będzie moim narodem, a twój Bóg będzie moim Bogiem. Gdzie ty umrzesz, tam ja umrę i tam będę pogrzebana. Tezę, iż Rut i Noemi łączyła głęboka miłość podzielają także inni teolodzy[29].

Nie istnieją żadne wzmianki w Biblii o wypowiedziach Jezusa na temat homoseksualizmu (Horner s. 110). Przedmiotem analizy może być istota ofiary Krzyża – Chrystus odkupił każdą osobę ludzką, a więc także osoby odczuwające skłonności homoseksualne. Zgodnie z nauczaniem Pisma Świętego żaden człowiek nie jest z góry skazany na potępienie, a może jedynie wybrać drogę dobra lub zła w zależności od popełnianych uczynków.
Wśród teologów protestanckich trwa dyskusja na temat odniesienia tych fragmentów do współczesnych zachowań seksualnych i implikacji moralnych i duszpasterskich wynikających z różnego odczytania tych fragmentów. Według teologów katolickich i protestanckich tradycyjna egzegeza biblijna potępia czyny homoseksualne, jako tzw. grzech sodomski.

#### Katolicyzm
Zgodnie z Katechizmem Kościoła Katolickiego wydanym w 1992 roku Kościół katolicki zgadza się z tezą, że homoseksualizm wynika z różnych uwarunkowań oraz że jego psychiczna geneza pozostaje w dużej części nie wyjaśniona, a także przyznaje, iż pewna liczba mężczyzn i kobiet przejawia głęboko osadzone skłonności homoseksualne. Do roku 1997 Katechizm Kościoła Katolickiego zawierał zdanie: „Osoby takie nie wybierają swej kondycji homoseksualnej; dla większości z nich stanowi ona trudne doświadczenie.”, później zdanie to zostało zmienione na: „Skłonność taka, obiektywnie nieuporządkowana, dla większości z nich stanowi ona trudne doświadczenie.”. Według nauki Kościoła opartej na Biblii i Tradycji jedynym dopuszczalnym etycznie miejscem realizowania się życia seksualnego jest małżeństwo. Akt homoseksualny jest więc grzechem pozostającym w głębokiej sprzeczności z czystością i nie wynika z prawdziwej komplementarności uczuciowej i płciowej i w żadnym wypadku nie będzie mógł zostać zaaprobowany. Kościół wzywa osoby homoseksualne do czystości (tzn. abstynencji seksualnej), jednocześnie zaleca katolikom traktować te osoby z szacunkiem, współczuciem i delikatnością oraz nakazał unikać wobec nich jakichkolwiek oznak niesłusznej dyskryminacji.
22 lipca 1992 roku Kongregacja Nauki Wiary, której prefektem wówczas był kardynał Joseph Ratzinger, ogłosiła dokument, w którym stwierdziła, iż dyskryminacja ze względu na orientacje seksualną nie jest tym samym, co dyskryminacja ze względu na rasę, pochodzenie etniczne itd., jako że „budzi niepokój moralny”. Według dokumentu Kongregacji Nauki Wiary „istnieją dziedziny, w których nie jest przejawem niesprawiedliwej dyskryminacji uwzględnienie skłonności seksualnej, na przykład gdy chodzi o adopcję dziecka lub powierzenie go opiekunom, zatrudnienie nauczycieli lub trenerów sportowych, służbę wojskową” i aprobując dyskryminację ze względu na orientacje seksualną (dziś prawnie zakazaną w niektórych krajach). Podstawowe prawa człowieka (m.in. zagwarantowane przez Europejską Konwencję Praw Człowieka, jak i konstytucje niektórych krajów) według dokumentu Kongregacji mogą zostać „słusznie ograniczone ze względu na obiektywne nieuporządkowane zachowania zewnętrzne”. Dokument, dla przykładu, podał przypadek „osób chorych fizycznie lub umysłowo”, którym można ograniczyć możliwość korzystania z pewnych praw „by chronić dobro wspólne”.
29 listopada 2003 roku Kongregacja Nauki Wiary pod przewodnictwem Josepha Ratzingera ogłosiła dokument potępiający wszelkie próby ustawodawcze „sprzyjające związkom homoseksualnym”. Wprowadzenie w prawie rejestrowanych związków partnerskich dokument przyrównuje do „legalizacji zła”. Jednocześnie zgodnie z dokumentem oczekuje się od wiernych Kościoła katolickiego „przeciwstawienia się zalegalizowaniu prawnemu związków homoseksualnych” zaś wobec parlamentarzystów katolickich, którzy „mają do czynienia z prawem przychylnym związkom homoseksualnym” Kongregacja nałożyła „obowiązek moralny” wyraźnego publicznego sprzeciwu i głosowania przeciw projektom takich ustaw.
29 listopada 2005 roku Kongregacja Nauki Wiary pod przewodnictwem Josepha Ratzingera ogłosiła dokument zakazujący przyjmowania do seminariów osób, które praktykują homoseksualizm, wykazują głęboko zakorzenione tendencje homoseksualne lub wspierają tak zwaną „kulturę gejowską” oraz wyświęcania ich na księży. W 2008 roku Watykan zapowiedział wydanie instrukcji, wedle której kandydaci do seminariów będą sprawdzani jakiej są orientacji seksualnej i w przypadku wykrycia homoseksualnej nie będą przyjmowani. Zenon Grocholewski, przewodniczy Kongregacji ds. Wychowania Katolickiego, stwierdził iż homoseksualizm to dewiacja, nieprawidłowość i skaza, która nie pozwala księżom wypełniać misji właściwie.
Organizacje takie jak DignityUSA (utworzonej w 1969 roku) czy DignityCanada i inne, zrzeszające katolików, którzy wierzą, iż geje, lesbijki, biseksualiści oraz osoby transpłciowe są takimi jakimi stworzył ich Bóg i mającymi takie samo prawo do spełniania swojej seksualności jak osoby heteroseksualne w zgodzie z wiarą chrześcijańską są krytykowane przez hierarchię Kościoła. W 1986 roku kard. Joseph Ratzinger w liście skierowanym do biskupów potępił głoszone przez nich poglądy i uznał za niezgodne z zasadami wiary Kościoła katolickiego. W swoim liście stwierdził, że orientacja homoseksualna jest „obiektywnym zaburzeniem” (z ang. „objective disorder”) i jest „tendencją” w kierunku powiązanego z nią „moralnego zła” (z ang. „intrinsic moral evil”). W swoim liście dał również do zrozumienia, że organizacje te, nie powinny korzystać z pomieszczeń kościelnych, zaś głoszone treści przez „grupy prohomoseksualne” nazwał „oszukańczą propagandą”. Stwierdził, że „aktywność homoseksualna” jest „moralnym zaburzeniem” (z ang. „moral disorder”) i „sprzeciwia się stwórczej mądrości Boga”. Biskupów zachęcił do tworzenia duszpasterskich grup, „które w pełni uznają nauczanie Kościoła w kwestii homoseksualizmu”, wspierając się „specjalistami w zakresie takich nauk, jak psychologia, socjologia i medycyna, zawsze jednak z zachowaniem pełnej wierności nauce Kościoła”. Tym samym Kościół katolicki udziela wsparcia organizacjom potępiającym kontakty homoseksualne oraz propagującym terapie konwersyjne m.in. Courage w USA.
W grudniu 2008 roku Stolica Apostolska zapowiedziała sprzeciw wobec projektu rezolucji ONZ, wzywającej do zniesienia penalizacji kontaktów homosekualnych, ponieważ zawierały akty pozwalające na małżeństwa i rodziny jednopłciowe.
Niektóre osoby duchowne krytykowały oficjalne stanowisko Kościoła w kwestiach homoseksualnych. Przykładem mogą być:
- francuski bp Jacques Gaillot[49] (w 1995 roku Watykan usunął go z diecezji Evreux, nadając mu symboliczną i praktycznie nieistniejącą funkcję biskupa tytularnego Partenii),
- ks. prof. Charles Curran (w 1986 roku usunięty z Amerykańskiego Uniwersytetu Katolickiego),
- ks. dr James Alison, który określił watykańskie wytyczne Kongregacji pod przewodnictwem kardynała Ratzingera z 1986 roku jako niezgodne z ewangelią oraz stwierdził, że nie mogą one stanowić nauczania Kościoła[50],
- ks. Gareth Moore, który w swojej książce Pytanie o Prawdę stwierdził:  nie ma przekonujących argumentów, zarówno w Biblii, jak i prawie naturalnym, przeciwko temu, co jest dziś znane jako homoseksualne związki. Wysuwane argumenty mające na celu pokazanie, że takie związki są niemoralne, są błędne[51].
- W lutym 2008 arcybiskup Robert Zollitsch, przewodniczący Konferencji Episkopatu Niemiec, w artykule dla jednej z niemieckich gazet stwierdził, iż akceptuje związki partnerskie, ale jest przeciwny małżeństwom osób tej samej płci[52]. Podobne stanowisko zaprezentował irlandzki arcybiskup Diarmuid Martin[53]
- ks. James Martin jest działaczem na rzecz porozumienia kościoła i społeczności LGBT działającym na rzecz gejów i lesbijek w Watykanie, gdzie piastuje stanowisko konsultanta Sekretariatu ds. Komunikacji. Jest także autorem książki „Building a bridge: How the Catholic Church and the LGBT community can enter into a relationship of respect, compassion and sensitivity”, która traktuje o szacunku, równości i potrzebie integracji[54].

W maju 2018 papież Franciszek miał powiedzieć homoseksualnemu mężczyźnie: „Juan Carlos, to, że jesteś gejem nie ma znaczenia. Takim stworzył cię Bóg, i takim cię kocha i nic mi do tego. Papież cię kocha, jakim jesteś; musisz być szczęśliwym by być tym, kim jesteś” (Juan Carlos, que tú seas gay no importa. Dios te hizo así y te quiere así y a mí no me importa. El Papa te quiere así, tú tienes que estar feliz con quien tú eres).
18 grudnia 2023 Dykasteria Nauki Wiary opublikowała deklarację doktrynalną Fiducia supplicans zatwierdzoną przez papieża Franciszka, pozwalającą księżom udzielać błogosławieństw „par w sytuacjach nieregularnych i par jednopłciowych, bez oficjalnego zatwierdzania ich statusu lub modyfikowania w jakikolwiek sposób odwiecznego nauczania Kościoła na temat małżeństwa”. W dokumencie zaznaczono, że księża powinni podejmować decyzje w każdym przypadku indywidualnie. Wskazano również, że patrząc na owe błogosławieństwa z perspektywy pobożności ludowej, nie ma potrzeby wymagać „uprzedniej doskonałości moralnej” jako warunku wstępnego.

#### Prawosławie
Nie ma istotnych różnic w stosunku do homoseksualizmu między Kościołem katolickim a Cerkwią prawosławną. Powołując się na Ojców Kościoła (wspólnych również dla katolików) kościoły wschodnie uważają homoseksualizm za grzech sodomski – przejaw upadku grzesznej natury człowieka. Podobną pozycję zajmują wschodnie Kościoły ortodoksyjne (zwłaszcza Kościół koptyjski).

#### Protestantyzm
Wyznania protestanckie w zdecydowanej większości potępiają homoseksualizm jako grzech i wynik odrzucenia Boga i nieposłuszeństwa wobec Niego. Nieliczne liberalne wspólnoty powszechnie uważane za protestanckie akceptują homoseksualizm na równi z heteroseksualizmem powołując się na trudność odniesienia biblijnych cytatów bezpośrednio do dyskusji w nowoczesnym społeczeństwie.

##### Adwentyzm
Kościół Adwentystów Dnia Siódmego sprzeciwia się kontaktom homoseksualnym oraz związkom osób tej samej płci, stojąc na stanowisku, iż intymność seksualna jest zarezerwowana jedynie dla małżeństw kobiety i mężczyzny. Według Kościoła Biblia afirmuje jedynie „wzorzec heteroseksualny” i wszystkie relacje seksualne poza małżeństwem są zakazane.
Stanowisko otwartego potępienia, popierające praktykę wyłączania praktykujących homoseksualnych adwentystów ze zborów, stało się przyczyną zawiązania w 1976 roku Międzynarodowego Braterstwa Adwentystów Dnia Siódmego.

##### Anglikanizm

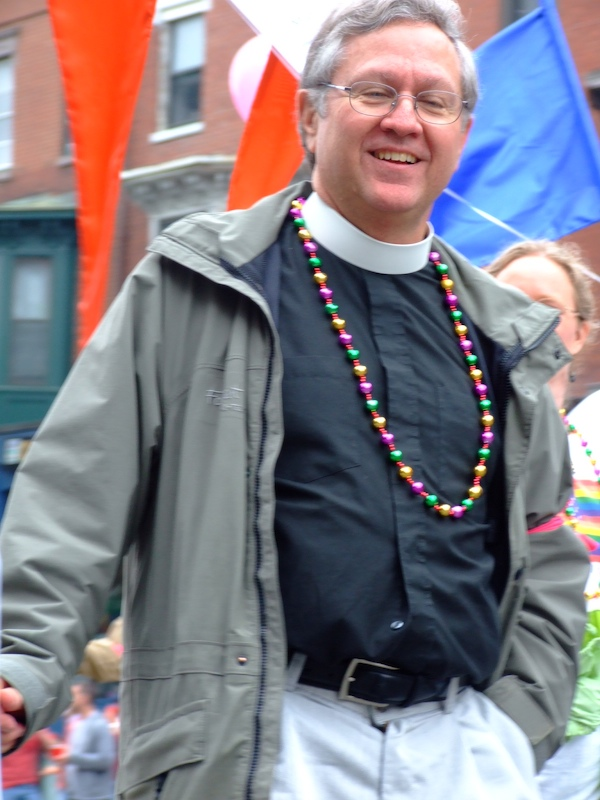
Ksiądz Kościoła Episkopalnego uczestniczący w Paradzie Gejowskiej (z ang. Gay Pride) w Bostonie

Wspólnota skupiająca kościoły anglikańskie jest wyraźnie podzielona na dwa odrębne nurty związane z tym zagadnieniem: liberalny i konserwatywny. Niektóre diecezje anglikańskie postulują zmianę stanowiska Kościoła dotyczącą wprowadzenia równości małżeńskiej. W lipcu 2002 diecezja New Westminster w Kolumbii Brytyjskiej po decyzji Synodu i zatwierdzeniu przez biskupa Inghama postanowiła udzielać oficjalnych błogosławieństw dla par homoseksualnych. Kościół anglikański w Stanach Zjednoczonych (episkopalianie) zatwierdził dwóch otwarcie homoseksualnych biskupów: biskupa V. Gena Robinsona, jako ordynariusza diecezji New Hampshire i biskupa kobietę Mary Glasspool, jako sufragana diecezji Los Angeles.

##### Baptyzm
W swojej konserwatywnej teologicznie części jednoznacznie potępia stosunki homoseksualne jako grzech. Homoseksualistom zaleca się abstynencję seksualną. Nieliczne Kościoły Baptystyczne tworzące Kościół otwarty – odnoszą się do kwestii homoseksualnej z tolerancją lub akceptacją.

##### Kalwinizm
W swojej konserwatywnej teologicznie części kalwinizm jednoznacznie potępia stosunki homoseksualne jako grzech. Homoseksualistom zaleca się abstynencję seksualną. Nieliczne kościoły kalwińskie opierające się na wartościach otwartości i egalitaryzmu całkowicie popierają małżeństwa jednopłciowe.

###### Kościół Szkocji
25 maja 2007 roku Zgromadzenie Generalne Kościoła Szkocji przyjęło raport jednej z komisji teologicznych, w którym przyznano, że Kościół jest winny „historycznej nietolerancji wobec osób homoseksualnych”. Przyjęto, iż nie ma żadnej sprzeczności w byciu chrześcijaninem i osobą homoseksualną, nie ma żadnych teologicznych powodów by osobom homoseksualnym odmawiać dostępu do sakramentów czy urzędów kościelnych oraz że Kościół powinien się przeciwstawiać z całą mocą dyskryminacji osób homoseksualnych w życiu społecznym i publicznym.

###### Zjednoczony Kościół Chrystusa
Zjednoczony Kościół Chrystusa (UCC) jest jednym z największych amerykańskich kościołów o charakterze reformowanym. W 1985 roku Generalny Synod Zjednoczonego Kościoła Chrystusa przyjął rezolucje zatytułowaną Wezwanie Kongregacji Zjednoczonego Kościoła Chrystusa do deklaracji Otwarcia i Afirmacji, w której poparł zakaz dyskryminacji ze względu na orientację seksualną oraz wezwał kongregacje do otwarcia się dla wierzących lesbijek, gejów i biseksualistów. W 2003 roku Generalny Synod dodał także osoby transgenderyczne do deklaracji. Kościół aprobuje osoby homoseksualne również w randze proboszcza oraz zezwala na małżeństwa homoseksualne.
W czerwcu 2005 roku Dwudziesty Piąty Generalny Synod zachęcił kongregacje do afirmacji równego prawa do małżeństwa dla wszystkich i do rozważenia prawa do ślubów, które nie dyskryminuje ze względu na płeć małżonków. Rezolucja również zachęca kongregacje do popierania legalizacji małżeństw osób tej samej płci. W 2009 roku kościół protestował przeciwko nowemu prawu w Amerykańskim stanie Ohio nieuznającemu związków tej samej płci bojkotując tradycyjne małżeństwa.

##### Luteranizm
Kościół Ewangelicko-Augsburski w Polsce, na Synodzie Kościoła w roku 2011, przyjął do wiadomości projekt stanowiska Konferencji Biskupów w sprawie małżeństwa, rodziny i seksualności osób o orientacji homoseksualnej. Projekt wyraża brak zgody na błogosławienie par homoseksualnych oraz sprzeciw wobec ordynacji osób deklarujących orientację homoseksualną. Zaleca także objęcie opieką duszpasterską wszystkich osób, niezależnie od ich orientacji seksualnej.
Ewangelickie Kościoły Czech, Słowacji, Węgier i Litwy wyrażają sprzeciw wobec błogosławieństwa dla par jednopłciowych oraz dopuszczenia do urzędu duchownego osób będących w związkach homoseksualnych.
Kościół Luterański w Norwegii (3,9 miliona wiernych) – w roku 2007 Synod Kościoła Luterańskiego w Norwegii zezwolił osobom homoseksualnym pozostającym w związkach jednopłciowych na pełnienie funkcji pastorskich, jednocześnie odrzucając propozycję udzielania kościelnych ślubów parom homoseksualnym. W roku 2008 parlament norweski uchwalił ustawę o małżeństwach homoseksualnych. Od tego czasu kwestia ta jest dyskutowana w norweskim Kościele luterańskim. 6 spośród 11 biskupów norweskiego Kościoła luterańskiego (a więc większość) uważa akty homoseksualne („homosexual practice”) za niebudzące sprzeciwu moralnego, choć oficjalnie norweski Kościół luterański nadal uważa je za moralnie budzące sprzeciw.
Kościół Ewangelicko-Luterański w Ameryce (4,7 miliona wiernych) – 10 sierpnia 2009 Zgromadzenie w Minneapolis dopuściło ordynację homoseksualistów pozostających w związkach jednopłciowych.
Kościół Ewangelicki Niemiec (EKD) prowadzi dyskusję dotyczącą miejsca osób homoseksualnych w Kościele. Nie praktykuje się udzielania błogosławieństw parom homoseksualnym.
Kościół Danii (4,5 miliona wiernych) – w roku 1997 biskupi Kościoła Danii potwierdzili, że małżeństwo jest instytucją przewidzianą wyłącznie dla par heteroseksualnych. Uznali przy tym prawo osób homoseksualnych do pozostawania w trwałych związkach jednopłciowych. Pary homoseksualne mogą wystąpić do pastora o błogosławieństwo, choć nie przewiduje się specjalnej kościelnej ceremonii / specjalnego kościelnego rytuału. Pastor decyduje, za radą biskupa, czy udzielić błogosławieństwa parze homoseksualnej i w jakiej formie. 7 biskupów zaleciło wprowadzenie w swoich diecezjach sformalizowanych procedur dla błogosławieństw par homoseksualnych. 4 biskupów odmówiło wprowadzenia podobnych procedur na terenie swoich diecezji. Tylko 30% duchownych odmawia udzielania błogosławieństw parom homoseksualnym. Biskupi podkreślają, że należy zachować rozróżnienie pomiędzy małżeństwem a błogosławieństwem związku partnerskiego osób homoseksualnych. W 2004 roku 60% pastorów było przeciwnych udzielaniu kościelnych małżeństw osobom homoseksualnym. Osoby homoseksualne pełnią funkcje kapłańskie, choć uważane jest to za prywatną sprawę danego pastora.
Ewangelicko-Luterański Kościół Finlandii (4,3 miliona wiernych) – nie zajął jednoznacznego stanowiska w sprawie osób homoseksualnych. Biskupi podkreślają, że osoby homoseksualne nie mogą być odtrącane i prześladowane. Jednocześnie zalecają osobom homoseksualnym powstrzymywanie się od praktyk seksualnych.
Kościół Luterański Synodu Missouri (2,3 miliona wiernych), Kościół Ewangelicko-Luterański Synodu Wisconsin (380 tysięcy wiernych) i Synod Ewangelicko-Luterański (Evangelical Lutheran Synod) – Kościół z siedzibą w Minnesocie; zajmują negatywne stanowisko w sprawie homoseksualizmu (aktów homoseksualnych).

###### Kościół Szwecji
Największy Kościół luterański Szwecji jest otwarty wobec par homoseksualnych.
Od 2006 roku rozpoczął udzielanie błogosławieństw parom osób tej samej płci.
W 2007 roku po raz pierwszy w „Paradzie Równości” w Szwecji wzięły udział osoby duchowne (ok. 30 pastorów). Michael Kjörling, sekretarz generalny luterańskiego Kościoła Szwecji powiedział Każdy człowiek ma taką samą wartość jako dzieło boże i homoseksualiści nie są tu żadnym wyjątkiem. Na pytanie czy Biblia potępia homoseksualizm odpowiedział: Zalecam dużą ostrożność w czytaniu tekstów sprzed kilku tysięcy lat, powstałych w innej części świata i kulturze, do tego napisanych w praktycznie nieistniejącym dziś języku. Te teksty trzeba interpretować w ich społecznym i historycznym kontekście. Wtedy dozwolona była np. poligamia, i o tym jest w Biblii, a dzisiaj poligamia nie ma uzasadnienia i się jej zakazuje. Podobnie z homoseksualizmem – trudno odnosić biblijne cytaty bezpośrednio do dyskusji w nowoczesnym społeczeństwie, żyjącym w innych strukturach, na temat partnerstwa i małżeństwa. Kościół Szwecji uznaje, że dziś, po tym, przez co przez dwa tysiące lat przeszła ludzkość, społeczeństwo musi się przede wszystkim kierować zasadą „miłuj bliźniego swego jak siebie samego”. W ramach tej zasady nie potępiamy związków homoseksualnych, ale stawiamy im takie same wymagania jak małżeństwom, tzn. wierność i trwanie do grobowej deski. Taka miłość jest dobra i zgodna z wolą Boga, więc mniejsze znaczenie ma, czy jest to miłość między osobami tej samej płci, czy nie.
W 2009 roku Synod kościelny decyzją 70% głosów oficjalnie zaakceptował małżeństwa osób tej samej płci. Od tamtej pory pary tej samej płci mogą zawierać związki małżeńskie w kościołach w obecności pastorów i biskupów.

##### Pentekostalizm
O homoseksualizm był oskarżany prekursor pentekostalizmu Charles Fox Parham, który był także więziony z tego powodu. Większość zielonoświątkowych denominacji nie ma wypracowanego stanowiska względem homoseksualizmu, jednak wśród zielonoświątkowców dominuje pogląd, że kontakty homoseksualne są takim samym grzechem.
W 2022 wspólnoty zielonoświątkowe wydały ponad 26 milionów dolarów na promowanie ustaw przeciwko osobom homoseksualnym w Afryce Wschodniej. Druga co do wielkości zielonoświątkowa denominacja w USA Zbory Boże określiła to w swoim oświadczeniu: zachowania homoseksualne, jak i niedozwolone zachowania heteroseksualne są niemoralne i będą podlegać osądzeniu przez Boga. Z negatywnymi i pozytywnymi opiniami spotkał się przypadek sprawy oskarżenia o mowę nienawiści kazania szwedzkiego pastora Åke Greena, który w późniejszym czasie został uniewinniony.

##### Unitarianizm
Unitarianie są otwarci dla wszystkich osób niezależnie od orientacji seksualnej. Kongregacje Unitarianijnych Uniwersalistów uznają małżeństwa osób tej samej płci, udzielając ślubów. W innych kościołach parom osób tej samej płci udziela się błogosławieństw.
W proteście przeciwko dyskryminacji par homoseksualnych w zawieraniu ślubów kościelnych od 8 kwietnia 2008 roku 300-letni Kościół Newington Green Unitarian Church w Londynie zawiesił udzielanie ślubów parom heteroseksualnym.

#### Starokatolicyzm
Większość kościołów starokatolickich zrzeszonych w Unii Utrechckich Kościołów Starokatolickich ma liberalne poglądy na temat kontaktów homoseksualnych, udzielając błogosławieństw par osób tej samej płci. Jednym z wyjątków jest Kościół Polskokatolicki.
Kościoły przeciwne błogosławieństw par osób tej samej płci to Kościół Starokatolicki na Słowacji i Polski Narodowy Kościół Katolicki związane ze Światową Radą Narodowych Kościołów Katolickich.
Pełna akceptacja dla osób homoseksualnych włącznie z błogosławieństwem par osób tej samej płci oraz udzielaniem sakramentu święceń panuje w Kościołach zrzeszonych w Ekumenicznej Wspólnocie Katolickiej.

#### Świadkowie Jehowy
Zdaniem Świadków Jehowy Biblia otwarcie i jednoznacznie potępia rozpustę, do której należą również kontakty homoseksualne (List do Rzymian 1:26, 27; List do Galatów 5:19–21). Jednakże Świadkowie Jehowy, mimo iż zdecydowanie nie aprobują homoseksualizmu, nie są homofobami. Zachowując neutralność, ani nie popierają, ani nie podważają ustanowionych przez państwo praw dotyczących małżeństw jednopłciowych oraz zachowań homoseksualnych. Jednocześnie zdecydowanie różnicują skłonności homoseksualne (których Biblia nie potępia) od praktyk (czynów) homoseksualnych (które są jednoznacznie zabronione i potępione w Biblii).
Biblia nie określa, czy homoseksualizm ma podłoże biologiczne, choć przyznaje, że pewne skłonności są głęboko zakorzenione (2. List do Koryntian 10:4, 5). Dlatego osoby, które odczuwają pociąg do osób tej samej płci, powinny wystrzegać się homoseksualnych czynów, jeśli chcą być uważane za chrześcijan.

### Islam
Koran, uznawany przez muzułmanów jako święta księga islamu, wypowiada się co do czynów homoseksualnych w surze al-Araf (Wzniesione krawędzie) (7,79) oraz w surze asz-Szuara (Poeci) (26,166), nawiązując do opowiadania o Sodomie. Hadisy, czyli świadectwa opinii proroka Mahometa jeszcze bardziej ostro wypowiadają się w tej kwestii (Zabij tego który to czyni, a także tego, któremu to czynią) zabraniając zarówno liwat, stosunków seksualnych między mężczyznami, jak i sihak, stosunków lesbijskich. Islamskie szkoły prawa różniły się głównie co do kary, jaką powinni ponosić homoseksualiści oraz sposobu dowodzenia winy. Historycznie w krajach islamskich homoseksualizm był czasem tolerowany, czemu sprzyjała poligamia. W wielu jednak, w których islam jest religią państwową za homoseksualizm nadal grozi kara śmierci: w Iranie, Arabii Saudyjskiej, Mauretanii, Sudanie i Jemenie. Przykładem jest egzekucja przez powieszenie dwóch irańskich nastolatków, Mahmuda Asgariego i Ajaza Marhoniego z powodu stosunków homoseksualnych, wykonana w lipcu 2005 roku. W innych państwach przepisy są łagodniejsze, co zazwyczaj oznacza wieloletnie więzienie. Również lesbijki bywały prześladowane – historyk at-Tabari opisuje przypadek ukarania śmiercią pary lesbijek uprawiających seks w haremie kalifa al-Hadiego.
Z drugiej zaś strony prawa te nie zawsze są ściśle egzekwowane. W egipskiej oazie Siwa do 1928 roku (potajemnie do początku lat 50. XX wieku) praktykowane były małżeństwa między mężczyznami, co było jednak pewnym regionalnym wyjątkiem. W krajach zachodnich w diasporze muzułmańskiej istnieją organizacje homoseksualistów-muzułmanów (Queer Jihad, Al-Fatiha), uważane jednak przez współwyznawców za apostatów. Oprócz tego w nielicznych krajach muzułmańskich istnieją organizacje LGBT (Indonezja, Turcja, Liban, Sierra Leone, Bangladesz).

### Judaizm
Żydzi ortodoksyjni w ich interpretacji Tory i Talmudu potępiają czynny homoseksualizm, nie przywiązując wagi do pragnień homoseksualnych, które uważają za pozbawione znaczenia moralnego. Zjednoczona Synagoga Judaizmu Konserwatywnego, największa organizacja tego nurtu judaizmu wyraziła stanowisko, że status Żydów homoseksualistów powinien być podobny, jak Żydów naruszających jedną z pozostałych 613 micw judaizmu; nie uznaje związków homoseksualnych i nie ordynuje homoseksualnych rabinów, ale sprzeciwia się dyskryminacji prawnej i nie wyłącza gejów i lesbijek z synagogi. Judaizm reformowany, aczkolwiek dopiero od niedawna, zezwala na uczestniczenie rabinów w ceremoniach błogosławienia związków jednopłciowych. Światowemu Kongresowi Żydowskich Organizacji Gejów i Lesbijek „Keshet Ga’avah” odmówiono przyjęcia w skład Światowego Kongresu Żydów.
Natomiast progresywne formy judaizmu jak judaizm reformowany oraz judaizm rekonstrukcjonistyczny akceptują w takim samym stopniu seks homoseksualny i heteroseksualny. Przedstawiciele judaizmu rekonstrukcjonistycznego wierzą, iż tradycyjne prawo przeciwko homoseksualności nie jest obowiązującym prawem, gdyż nie odzwierciedla nowego rozumienia seksualności człowieka.
Według judaizmu ortodoksyjnego czynnością homoseksualną nie są: 1) stosunek między dwiema kobietami, Tora według nich zabrania tylko stosunków seksualnych między mężczyznami; 2) stosunek oralny między dwoma mężczyznami także nie jest czynnością homoseksualną, za akt homoseksualny jest uważany tylko stosunek analny.

### Rastafari
Rasta generalnie sprzeciwiają się homoseksualizmowi, uznając go za grzeszny i niezgodny z wolą Jah. W wielu kręgach artystów sceny dancehall związanych z fundamentalistycznym domem Bobo Ashanti pojawia się motyw nawoływania do nienawiści na tle odmiennej orientacji seksualnej. Wielu rasta jednakże odcina się od ataków nienawiści, podzielając zdanie iż rastaman winien na grzech odpowiadać dobrem.

## Religie afroamerykańskie

### Santeria
Wyznawcy tej religii są bardzo otwarci na mniejszości seksualne, a nawet pomagają im w budowaniu poczucia swojej wartości. Sprzeciwiają się dyskryminacji osób LGBT. Uważają, że są oni pożądani i potrzebni w rytuałach, gdyż znacznie częściej wpadają w trans niż reszta ludzi. Jednak osoby LGBT nie mogą być kapłanami w tej religii, gdyż jak wierzą jej wyznawcy Ifa nie lubi gejów i lesbijek.

### Candomblé
9 kwietnia 2008 w São Paulo odbył się pierwszy na świecie ślub pary gejów w obrządku religii candomblé.

### Voodoo
W tej religii jest wyraźny podział. Karaibscy wyznawcy voodoo z otwartością przyjmują mniejszości seksualne, jednak w Afryce dość powszechna jest homofobia, nawet wśród wyznawców voodoo..

## Religie rdzennych mieszkańców Ameryki
W wierzeniach Indian północnoamerykańskich, winkte (ang. two-spirit, osoba o podwójnej duszy) były osobami, które posiadały podwójną duszę – męską i kobiecą, z przyzwoleniem na związki z osobami tej samej płci. W wierzeniach Indian osoby z podwójną duszą, jako podwójnie błogosławione, były traktowane jako liderzy religijni i nauczyciele. Przykładem plemion szanujących podwójne dusze są plemiona Równin, Wielkich Jezior Południowego Zachodu i Kalifornii. Podobne wierzenia opisano w przypadku plemion syberyjskich. Są też doniesienia, które sugerują negatywny stosunek części Indian do homoseksualizmu, których analiza musi uwzględniać ówczesny stosunek europejskich komentatorów, którzy byli pod wpływem własnych uprzedzeń homofobicznych by zniekształcić stosunek plemion.

## Religie wschodniej Azji
Shintō i taoizm odnosiły się do homoseksualizmu neutralnie lub w ogóle nie zajmowały się tą kwestią. W tradycji konfucjańskiej (który nie był religią, lecz systemem filozoficzno-społecznym, zastępującym religię) początkowo neutralny stosunek zmienił się z upływem lat – w 1740 w Chinach stosunki homoseksualne zostały zakazane.

### Katolicyzm
- Homoseksualizm. Dokumenty Kościoła, opracowania, rozmowy, świadectwa, red. ks. Tadeusz Huk, Warszawa 2000 (ISBN 83-7192-102-0)
- Mieczysław Kożuch, Barbara Badura, Nie musisz być homoseksualistą, Częstochowa 2004 (ISBN 83-7256-855-3)